# Angell Conwell
Angell Conwell (Orangeburg, 2 agosto 1983) è un'attrice e modella statunitense.
Nel 1994 si è trasferita a Los Angeles per girare l'episodio pilota di "On Our Own". 

## Filmografia

### Cinema
- Soul Plane - Pazzi in aeroplano (Soul Plane), regia di Jessy Terrero (2004)
- Infiltrato speciale 2	(Half past dead 2), regia di Art Camacho (2007)
- Il buono, il brutto e il morto (The Good, the Bad and the Dead), regia di Timothy Woodward Jr. (2015)

### Televisione
- Raven (That's So Raven) - Andrea (2 episodi, 2003-2004)
  - Episodio La cugina (Dissin' Cousins) - Andrea (2003)